# 竹本綾之助
竹本 綾之助（たけもと あやのすけ）は、女義太夫の太夫の名跡。当代は4代目。特に初代が著名。

## 初代
（明治8年（1875年6月10日） - 昭和17年（1942年1月31日））本名は石山薗。
大阪の生まれ。母は義太夫の三味線方で幼少から義太夫の芸を仕込まれ、竹本綾瀬太夫に入門し竹本綾之助を名乗る。1880年代に名古屋から来た竹本京枝、大阪の竹本東玉などにより東京で娘義太夫が流行り始め、1885年頃に上京し浅草の寄席で男のように結った丁髷姿で出演するようになる。1886年頃に両国の寄席で真打昇進。端麗な容姿と美声で学生等に人気を呼び、浅草広小路の東橋亭や京橋南鍋町の鶴仙などの有名な寄席に連日出演して知名度は上がり、1891年には東京一の人気者として『東京女義太夫芸評』『東都芸苑女義太夫名花評判記』などでも高く評価されるようになる。このため新聞では様々な噂話を書き立て、また綾之助の抗議文を掲載し、写真（現在のプロマイドのようなもの）が大いに売れた。1897年には岡鬼太郎も美声を認め、「寄席芸人中、一等の人気｣と評した（『報知新聞』11月16日）。
1898年に結婚をし寄席を退くが、日露戦争後に浪花節や琵琶の流行で娘義太夫の人気が落ちると1908年に復帰を求められ、大入りぶりに「芸壇の奇跡」と言われる。1912年には『国民新聞』に伝記が連載されたが、かつてほどの人気、勢いもなく、1925年に完全に引退した。
松井今朝子著『星と輝き花と咲き』（2010年、講談社）は、初代竹本綾之助を主人公とした小説。

## 2代目
（明治19年（1886年1月23日） - 昭和34年（1959年11月24日））本名は石井かね。
鳥取県鳥取市内の生まれ、11歳で豊澤新次郎に入門。15歳で竹本金菊を名乗り大阪の寄席に出る。1898年に初代竹本綾之助が引退したので2代目綾之助を襲名したが、24歳で結婚をしたので名跡・綾之助を返上した。48歳復帰するも初代綾之助が活動していたので竹本佳照を名乗る。初代没の1942年に再度2代目綾之助を襲名し、1950年に女流義太夫連盟を設立。

## 3代目
（明治41年（1908年2月25日） - 平成4年（1992年4月13日））本名は大沢ハツエ。
東京の生まれ、1920年に初代綾之助に入門し綾枝。1962年に3代目綾之助を襲名。晩年は義太夫協会の常務理事。

## 4代目
（）本名は矢島照代。
10月5日の生まれ、出身は東京、市川少女歌舞伎出身。1963年に3代目綾之助に入門し綾一。2002年に4代目綾之助を襲名。